# Cerodontha parvella
Cerodontha parvella är en tvåvingeart som beskrevs av Spencer 1986. Cerodontha parvella ingår i släktet Cerodontha och familjen minerarflugor.
Artens utbredningsområde är Colorado. Inga underarter finns listade i Catalogue of Life.